# Nehalem (Oregon)
Nehalem – miasto w Stanach Zjednoczonych, w stanie Oregon, w hrabstwie Tillamook.